# Ресник, Вили
Вили Ресник (словен. Vili Resnik, 27 ноября 1963 в Любляне) — словенский поп-рок музыкант, представитель Словении на конкурсе песни Евровидение-1998.
Родился в 1963 году в Любляне. С пятого класса увлекался музыкой, в частности, тогда же научился игре на скрипке. С 1989 году выступал в нескольких рок-группах в качестве вокалиста и бас-гитариста. В 1990 году основал собственную поп-рок группу «Pop Design», с которой он выпустил несколько альбомов.
В 1998 году представлял Словению на конкурсе песни «Евровидение» с балладой «Naj bogovi slišijo». Занял восемнадцатое место из двадцати пяти, набрав 17 баллов.
После Евровидения продолжил музыкальную карьеру, выступая с артистами из Словении и других стран.